# Лариса (фильм)
«Лариса» — документальный фильм о советском кинорежиссёре Ларисе Шепитько, трагически погибшей в автокатастрофе в возрасте 41 года в 1979 году. Фильм снят её мужем Элемом Климовым в 1980 году.

## Сюжет
В фильм вошли кадры из картин Шепитько «Зной», «Крылья», «Ты и я», «Восхождение», архивные кадры со съёмочных площадок фильмов, аудиофрагменты из интервью Шепитько, множество фотографий. О режиссёре рассказывают её муж Элем Климов, актрисы Стефания Станюта и Майя Булгакова, писатель Валентин Распутин, по повести которого «Прощание с Матёрой» Шепитько начала снимать свой последний фильм незадолго до гибели.

## Критика
В картине Климов хочет зафиксировать глубину своего страдания от потери жены, создает краткую симфонию скорби. 
В наиболее сильной открывающей фильм сцене он предвосхищает кульминационную сцену обратного движения во времени из фильма «Иди и смотри» показывая серию личных фотографий, охватывающих жизнь Ларисы от рождения до смерти. 

## Съёмочная группа
- Сценарист и режиссёр: Элем Климов
- Композитор: Альфред Шнитке
- Дирижёр: Эри Клас
- Операторы: Юрий Схиртладзе, Алексей Родионов
- Художник: Виктор Петров
- Звукооператор: Борис Венгеровский